# Касим Алібек Бекбайули
Алібек Бекбайули Касим (каз. Әлібек Бекбайұлы Қасым; нар. 27 травня 1998) — казахський футболіст, захисник клубу «Актобе» та національної збірної Казахстану. Володар Кубка Казахстану.

## Клубна кар'єра
Народився 27 травня 1998 року в Ілійському районі Алматинської області, та є вихованцем футбольної школи клубу «Кайрат». У 2017 році розпочав грати за команду академії «Кайрату», але за головну команду клубу так і не зіграв, і в 2019 році перейшов до клубу «Киран». 2020 року уклав контракт з клубом «Кизилжар», у складі якого грав до кінця 2021 року.
З 2022 року Алібек Касим грає в складі клубу «Актобе». У складі команди футболіст у 2024 році став володарем Кубка Казахстану.

## Виступи за збірні
У 2014 році Алібек Касим дебютував у складі юнацької збірної Казахстану, загалом на юнацькому рівні взяв участь у 5 іграх.
Протягом 2018—2020 років Алібек Касим залучався до складу молодіжної збірної Казахстану, на молодіжному рівні зіграв у 7 офіційних матчах.
У 2021 році Касим дебютував у складі національної збірної Казахстану. Станом на початок 2025 році зіграв у складі національної збірної 9 матчів, у яких забитими голами не відзначився.

## Титули і досягнення
- Володар Кубка Казахстану (1):

«Актобе»: 2024